# 2010年亚洲残疾人运动会游泳比赛
2010年亚洲残疾人运动会游泳比赛于12月13日—12月18日在奥体游泳馆举办。

## 獎牌統計
| 排名 | 国家／地区        | 金牌 | 银牌 | 铜牌 | 總數 |
| ---- | ----------------- | ---- | ---- | ---- | ---- |
| 1    | 中国（CHN）       | 48   | 32   | 22   | 102  |
| 2    | 日本（JPN）       | 15   | 20   | 16   | 51   |
| 3    | 中华台北（TPE）   | 5    | 0    | 1    | 6    |
| 4    | 泰国（THA）       | 3    | 10   | 14   | 27   |
| 5    | 马来西亚（MAS）   | 3    | 5    | 5    | 13   |
| 6    | 韩国（KOR）       | 3    | 5    | 4    | 12   |
| 7    | 伊朗（IRI）       | 3    | 3    | 7    | 13   |
| 8    | 越南（VIE）       | 1    | 1    | 1    | 3    |
| 9    | （KAZ）           | 0    | 2    | 2    | 4    |
| 10   | 斯里兰卡（SRI）   | 0    | 1    | 1    | 2    |
| 11   | 印度尼西亚（INA） | 0    | 1    | 0    | 1    |
| 12   | 印度（IND）       | 0    | 0    | 4    | 4    |
| 13   | 新加坡（SIN）     | 0    | 0    | 2    | 2    |
| 14   | 缅甸（MYA）       | 0    | 0    | 1    | 1    |
| 14   | 菲律宾（PHI）     | 0    | 0    | 1    | 1    |
| 總計 | 總計              | 81   | 80   | 81   | 242  |

## 各項成績

### 男子
| 項目                     | 金牌                                          | 银牌                                                    | 铜牌                                                                                          |
| 50米自由泳 - S4          | 金京贤（韩国）                                | 闵丙彦（韩国）                                          | 李汉华（中国）                                                                                |
| 50米自由泳 - S5          | 武成松（越南）                                | 贾梅里·西加（马来西亚）                                 | 沃拉威·胶坎（泰国）                                                                           |
| 50米自由泳 - S6          | 许庆（中国）                                  | 罗芳宇（中国）                                          | 小山恭辅（日本）                                                                              |
| 50米自由泳 - S7          | 潘世云（中国）                                | 杨华强（中国）                                          | 细川宏史（日本）                                                                              |
| 50米自由泳 - S8          | 杨峰（中国）                                  | 郭军（中国）                                            | 魏燕鹏（中国）                                                                                |
| 50米自由泳 - S9          | 郭智（中国）                                  | 林震宇（中国）                                          | 普拉桑塔·卡马卡尔（印度）                                                                     |
| 50米自由泳 - S10         | 沙欣·伊扎德亚尔（伊朗）                       | 素帕·汶西里（泰国）                                     | 拉扎克·坦比（马来西亚）                                                                       |
| 50米自由泳 - S11         | 木村敬一（日本）                              | 杨博尊（中国）                                          | 河合纯一（日本）                                                                              |
| 50米自由泳 - S12         | 吉迪蓬·西汶伦（泰国）                         | 佐藤健太（日本）                                        | 杜西·恭蒙坤（泰国）                                                                           |
| 50米自由泳 - S13         | 林昕纬（中华台北）                            | 阿努阿尔·艾哈迈托夫（）                                 | 素达·沙瓦丹（泰国）                                                                           |
| 100米自由泳 - S4         | 李汉华（中国）                                | 金京贤（韩国）                                          | 闵丙彦（韩国）                                                                                |
| 100米自由泳 - S5         | 铃木孝幸（日本）                              | 武成松（越南）                                          | 贾梅里·西加（马来西亚）                                                                       |
| 100米自由泳 - S6         | 优素普·德瓦（马来西亚）                       | 林宇根（韩国）                                          | 阿里·尼库·侯赛因阿巴（伊朗）                                                                  |
| 100米自由泳 - S7         | 潘世云（中国）                                | 杨华强（中国）                                          | 细川宏史（日本）                                                                              |
| 100米自由泳 - S8         | 王家超（中国）                                | 宋懋璗（中国）                                          | 郭军（中国）                                                                                  |
| 100米自由泳 - S9         | 郭智（中国）                                  | 山田拓朗（日本）                                        | 林震宇（中国）                                                                                |
| 100米自由泳 - S10        | 沙欣·伊扎德亚尔（伊朗）                       | 恰明达·卡卢加拉·维塔纳（斯里兰卡）                      | 素帕·汶西里（泰国）                                                                           |
| 100米自由泳 - S11        | 杨博尊（中国）                                | 阿披瓦·昂希兰（泰国）                                   | 他农沙·希达恭（泰国）                                                                         |
| 100米自由泳 - S12        | 佐藤健太（日本）                              | 吉迪蓬·西汶伦（泰国）                                   | 瓦希德·凯什特卡尔（伊朗）                                                                     |
| 100米自由泳 - S13        | 林昕纬（中华台北）                            | 素达·沙瓦丹（泰国）                                     | 阿努阿尔·艾哈迈托夫（）                                                                       |
| 200米自由泳 - S5         | 铃木孝幸（日本）                              | 贾梅里·西加（马来西亚）                                 | 沃拉威·胶坎（泰国）                                                                           |
| 400米自由泳 - S7         | 细川宏史（日本）                              | 李东久（韩国）                                          | 木村润平（日本）                                                                              |
| 400米自由泳 - S9         | 山田拓朗（日本）                              | 王家超（中国）                                          | 权贤（韩国）                                                                                  |
| 400米自由泳 - S10        | 弗赖登·达万（马来西亚）                       | 拉扎克·坦比（马来西亚）                                 | 万之濑俊辅（日本）                                                                            |
| 400米自由泳 - S12        | 瓦希德·凯什特卡尔（伊朗）                     | 杜西·恭蒙坤（泰国）                                     | 小丹尼尔·达马索（菲律宾）                                                                     |
| 100米蛙泳 - SB5          | 林宇根（韩国）                                | 达威素·沙穆沙尼多（泰国）                               | 銮·利温伦（泰国）                                                                             |
| 100米蛙泳 - SB7          | 中村智太郎（日本）                            | 陈建凤（中国）                                          | 木村润平（日本）                                                                              |
| 100米蛙泳 - SB8          | 赵学明（中国）                                | 荒力（日本）                                            | 沙拉特·M.·加亚克瓦德（印度）                                                                  |
| 100米蛙泳 - SB9          | 林福荣（中国）                                | 沙欣·伊扎德亚尔（伊朗）                                 | 拉扎克·坦比（马来西亚）                                                                       |
| 100米蛙泳 - SB11         | 杨博尊（中国）                                | 木村敬一（日本）                                        | 楼陈泉（中国）                                                                                |
| 100米蛙泳 - SB12         | 郑泳祺（中国）                                | 瓦希德·凯什特卡尔（伊朗）                               | 吉迪蓬·西汶伦（泰国）                                                                         |
| 100米蛙泳 - SB13         | 林昕纬（中华台北）                            | 朱利叶斯·贾兰丁（马来西亚）                             | 亚历山大·罗日诺（）                                                                           |
| 50米蝶泳 - S5            | 沃拉威·胶坎（泰国）                           | 贾梅里·西加（马来西亚）                                 | 铃木孝幸（日本）                                                                              |
| 50米蝶泳 - S6            | 许庆（中国）                                  | 罗芳宇（中国）                                          | 郑涛（中国）                                                                                  |
| 50米蝶泳 - S7            | 江岛大佑（日本）                              | 王金刚（中国）                                          | 木村润平（日本）                                                                              |
| 100米蝶泳 - S8           | 魏燕鹏（中国）                                | 王家超（中国）                                          | 郭军（中国）                                                                                  |
| 100米蝶泳 - S9           | 郭智（中国）                                  | 山田拓朗（日本）                                        | 佐藤泰阳（日本）                                                                              |
| 100米蝶泳 - S10          | 林福荣（中国）                                | 毕涛（中国）                                            | 弗赖登·达万（马来西亚）                                                                       |
| 100米蝶泳 - S11          | 楼陈泉（中国）                                | 阿披瓦·昂希兰（泰国）                                   | 拉达蓬·则参（泰国）                                                                           |
| 100米蝶泳 - S13          | 佐藤健太（日本）                              | 杜沙功·那蓬（泰国）                                     | 素达·沙瓦丹（泰国）                                                                           |
| 50米仰泳 - S5            | 祖尔·阿米尔·西迪·阿卜杜拉（马来西亚）         | 闵丙彦（韩国）                                          | 贾梅里·西加（马来西亚）                                                                       |
| 100米仰泳 - S6           | 郑涛（中国）                                  | 阿古斯·艾明（印度尼西亚）                               | 乃西昂·乃西昂（缅甸）                                                                         |
| 100米仰泳 - S7           | 高楠（中国）                                  | 江岛大佑（日本）                                        | 细川宏史（日本）                                                                              |
| 100米仰泳 - S8           | 杨秀森（中国）                                | 魏燕鹏（中国）                                          | 王益楠（中国）                                                                                |
| 100米仰泳 - S9           | 刘小兵（中国）                                | 郭智（中国）                                            | 李礼想（中国）                                                                                |
| 100米仰泳 - S10          | 万之濑俊辅（日本）                            | 叶龙（中国）                                            | 恰明达·卡卢加拉·维塔纳（斯里兰卡）                                                            |
| 100米仰泳 - S11          | 杨博尊（中国）                                | 河合纯一（日本）                                        | 邓三波（中国） 木村敬一（日本）                                                               |
| 100米仰泳 - S12          | 佐藤健太（日本）                              | 吉迪蓬·西汶伦（泰国）                                   | 瓦希德·凯什特卡尔（伊朗）                                                                     |
| 100米仰泳 - S13          | 素达·沙瓦丹（泰国）                           | 叶戈尔·布任科（）                                       | 罕默德·达利尔·海德尔·阿巴迪（伊朗）                                                           |
| 200米个人混合泳 -SM6     | 许庆（中国）                                  | 小山恭辅（日本）                                        | 拉格文德拉·R.·阿纳韦卡尔（印度）                                                              |
| 200米个人混合泳 -SM8     | 王家超（中国）                                | 王益楠（中国）                                          | 赵学明（中国）                                                                                |
| 200米个人混合泳 -SM9     | 郭智（中国）                                  | 山田拓朗（日本）                                        | 普拉桑塔·卡马卡尔（印度）                                                                     |
| 200米个人混合泳 -SM10    | 林福荣（中国）                                | 毕涛（中国）                                            | 沙欣·伊扎德亚尔（伊朗）                                                                       |
| 200米个人混合泳 -SM11    | 木村敬一（日本）                              | 巴农·拉沙那宾（泰国）                                   | 巴实·曼诺（泰国）                                                                             |
| 200米个人混合泳 -SM13    | 林昕纬（中华台北）                            | 瓦希德·凯什特卡尔（伊朗）                               | 吉迪蓬·西汶伦（泰国）                                                                         |
| 4x50米自由泳接力 - 20分  | 韩国（KOR） · 闵丙彦 · 李权植 · 权贤 · 金京贤 | －                                                      | －                                                                                            |
| 4x100米自由泳接力 - 34分 | 中国（CHN） · 林福荣 · 潘世云 · 王家超 · 郭智 | 日本（JPN） · 佐藤泰阳 · 宫本翔平 · 细川宏史 · 山田拓朗 | 伊朗（IRI） · 哈桑·加姆哈 · 阿里·尼库·侯赛因阿巴 · 迈赫迪·阿克巴里·内贾德 · 沙欣·伊扎德亚尔   |
| 4x100米混合泳接力 - 34分 | 中国（CHN） · 李礼想 · 林震宇 · 宋懋璗 · 杨峰 | 日本（JPN） · 江岛大佑 · 荒力 · 佐藤泰阳 · 山田拓朗     | 伊朗（IRI） · 哈桑·加姆哈 · 沙欣·伊扎德亚尔 · 礼萨·阿扎沙卜·卡尔赛义德 · 阿里·尼库·侯赛因阿巴 |

### 女子
| 項目                   | 金牌               | 银牌               | 铜牌                    |
| 50米自由泳 - S5        | 竹内菅子（日本）   | 周颖（中国）       | 特蕾莎·吴瑞思（新加坡） |
| 50米自由泳 - S8        | 姜胜男（中国）     | 陈忠兰（中国）     | 许艳茹（中国）          |
| 50米自由泳 - S9        | 林萍（中国）       | 一濑明（日本）     | 素雷鲁·功胶（泰国）     |
| 50米自由泳 - S10       | 蔡红梅（中国）     | 王帅（中国）       | 钱惠玉（中国）          |
| 50米自由泳 - S11       | 谢青（中国）       | 生长奈绪美（日本） | 薛雪（中国）            |
| 100米自由泳 - S6       | 宋玲玲（中国）     | 奈良惠里加（日本） | 周颖（中国）            |
| 100米自由泳 - S8       | 陈忠兰（中国）     | 许艳茹（中国）     | 金智恩（韩国）          |
| 100米自由泳 - S9       | 林萍（中国）       | 蔡余庆燕（中国）   | 和振星（中国）          |
| 100米自由泳 - S10      | 蔡红梅（中国）     | 王帅（中国）       | 朴世美（韩国）          |
| 100米自由泳 - S11      | 谢青（中国）       | 生长奈绪美（日本） | 小野智华子（日本）      |
| 400米自由泳 - S9       | 蔡余庆燕（中国）   | 秦由加子（日本）   | 素雷鲁·功胶（泰国）     |
| 100米蛙泳 - SB5        | 罗小红（中华台北） | 北村友里（日本）   | 阮氏沙莉（越南）        |
| 100米蛙泳 - SB9        | 陈忠兰（中国）     | 野村真波（日本）   | 姜胜男（中国）          |
| 50米蝶泳 - S7          | 杨添舒（中国）     | 谭旭（中国）       | 卢冬（中国）            |
| 100米蝶泳 - S8         | 晋晓琴（中国）     | 陈忠兰（中国）     | 鲁韦元（中国）          |
| 100米蝶泳 - S10        | 保艳芬（中国）     | 蔡余庆燕（中国）   | 王帅（中国）            |
| 50米仰泳 - S5          | 河村有香（日本）   | 竹内菅子（日本）   | 特蕾莎·吴瑞思（新加坡） |
| 100米仰泳 - S8         | 晋晓琴（中国）     | 鲁韦元（中国）     | 卢冬（中国）            |
| 100米仰泳 - S10        | 顿陇娟（中国）     | 王帅（中国）       | 秦由加子（日本）        |
| 100米仰泳 - S11        | 小野智华子（日本） | 谢青（中国）       | 石浦智美（日本）        |
| 200米个人混合泳 - SM6  | 江福英（中国）     | 卢冬（中国）       | 罗小红（中华台北）      |
| 200米个人混合泳 - SM9  | 林萍（中国）       | 姜胜男（中国）     | 晋晓琴（中国）          |
| 200米个人混合泳 - SM11 | 谢青（中国）       | 生长奈绪美（日本） | 小野智华子（日本）      |